# Coupe Mitropa
Cet article concerne une compétition de football. Pour la compétition d'échecs, voir Mitropa Cup. Pour la compétition automobile, voir Mitropa Cup (automobile).
La Coupe Mitropa est une compétition de football, aujourd'hui disparue, qui opposa de 1927 à 1992 les meilleurs clubs d'Europe Centrale (Autriche, Hongrie, Italie, Roumanie, Suisse, Tchécoslovaquie, Yougoslavie). Cette coupe, nommée Coupe d'Europe centrale entre 1927 et 1940, a été imaginée par le dirigeant autrichien Hugo Meisl, également à l'origine de la Coupe internationale.
Cette coupe est la première compétition européenne de club.

## Histoire
La première édition, en 1927, est ouverte à huit équipes, à savoir les clubs classés premiers et deuxièmes des championnats d'Autriche, Hongrie, Tchécoslovaquie, et Yougoslavie. L'épreuve se déroule en juillet-août dans un système de Coupe éliminatoire par matches aller et retour. Le premier vainqueur est le Sparta Prague qui dispose en finale du Rapid Vienne (6-2, 1-2).

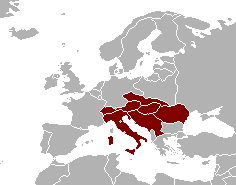
Pays participants à la Coupe Mitropa (1927-1940)

En 1929, les deux clubs yougoslaves sont remplacés par deux clubs italiens.
En 1932, de nombreux incidents émaillent des rencontres à tel point que la compétition est arrêtée après les demi-finales. C'est le comité directeur qui désigne le FC Bologne comme vainqueur de l'édition.
La compétition est interrompue en 1940 par le déclenchement de la Seconde Guerre mondiale. La 14e édition, que les organisateurs se sont risqués à maintenir malgré le contexte, est censée se dérouler entre juin et juillet 1940. Elle n'ira pas à son terme et la finale devant opposer Ferencváros au Rapid Bucarest ne sera jamais jouée.
Elle ne reprend qu'en 1955, après une première tentative non officielle sous le nom de Coupe Zentropa en 1951, mais la création de la Coupe des clubs champions européens affaiblit sa notoriété. En 1958, une seconde édition non officielle de la Coupe se déroule sous le nom de Coupe du Danube.
Non disputée en 1979, l'épreuve redémarre en 1980 avec une nouvelle formule : elle oppose désormais les clubs champions de deuxième division.
Franco Baresi, vainqueur en 1982 avec le Milan AC, est le seul joueur à avoir associé dans son palmarès la Mitropa Cup à une autre coupe d'Europe (en l'occurrence la C1 1989, 1990, 1994).
En 1992, les événements en Yougoslavie provoquent son abandon.
Son pendant à l'échelon des nations fut la Coupe internationale de 1927 à 1959, entre États centro-continentaux.

## Palmarès

### Palmarès par édition
| N°                      | Édition                 | Vainqueur                    | Finaliste | Score | Lieu | Affluence | Note |
| Coupe d'Europe centrale | Coupe d'Europe centrale | Coupe d'Europe centrale      | Coupe d'Europe centrale | Coupe d'Europe centrale | Coupe d'Europe centrale | Coupe d'Europe centrale | Coupe d'Europe centrale |
| ----------------------- | ----------------------- | ---------------------------- | --- | --- | --- | --- | --- |
| 1                       | 1927                    | Sparta Prague (1)            | Rapid Vienne | 6 - 2 1 - 2 | Stade Letná, Prague Stade Hohe-Warte, Vienne                                                                               | 25 000 40 000 | |
| 2                       | 1928                    | Ferencváros TC (1)           | Rapid Vienne | 7 - 1 3 - 5 | Stade Üllői úti, Budapest Stade Hohe-Warte, Vienne                                                                         | 25 000 20 000 | |
| 3                       | 1929                    | Újpest FC (1)                | Slavia Prague | 5 - 1 2 - 2 | Stade Nándor Hidegkuti, Budapest Stade Letná, Prague                                                                       | 19 000 22 000 | |
| 4                       | 1930                    | Rapid Vienne (1)             | Sparta Prague | 2 - 0 2 - 3 | Stade Letná, Prague Stade Hohe-Warte, Vienne                                                                               | 25 000 40 000 | |
| 5                       | 1931                    | First Vienna FC (1)          | Wiener Sport-Club | 3 - 2 2 - 1 | Stade du Hardturm, Zurich Stade Hohe-Warte, Vienne                                                                         | 20 000 25 000 | |
| 6                       | 1932                    | Bologne FC (1)               | En raison de la suspension de la Juventus et du Slavia Prague, le vainqueur de l'autre demi-finale remporte la compétition | En raison de la suspension de la Juventus et du Slavia Prague, le vainqueur de l'autre demi-finale remporte la compétition | En raison de la suspension de la Juventus et du Slavia Prague, le vainqueur de l'autre demi-finale remporte la compétition | En raison de la suspension de la Juventus et du Slavia Prague, le vainqueur de l'autre demi-finale remporte la compétition | En raison de la suspension de la Juventus et du Slavia Prague, le vainqueur de l'autre demi-finale remporte la compétition |
| 7                       | 1933                    | Austria Vienne (1)           | Ambrosiana-Inter | 1 - 2 3 - 1 | Arena Civica, Milan Stade du Prater, Vienne                                                                                | 35 000 58 000 | |
| 8                       | 1934                    | Bologne FC (2)               | Admira Vienne | 2 - 3 5 - 1 | Stade du Prater, Vienne Stadio Littoriale, Bologne                                                                         | 50 000 25 000 | |
| 9                       | 1935                    | Sparta Prague (2)            | Ferencváros TC | 1 - 2 3 - 0 | Stade Üllői úti, Budapest Stade de Strahov, Prague                                                                         | 34 000 56 000 | |
| 10                      | 1936                    | Austria Vienne (2)           | Sparta Prague | 0 - 0 1 - 0 | Stade du Prater, Vienne Stade de Strahov, Prague                                                                           | 41 000 58 000 | |
| 11                      | 1937                    | Ferencváros TC (2)           | Lazio Rome | 4 - 2 5 - 4 | Stade Üllői úti, Budapest Stadio Nazionale del PNF, Rome                                                                   | 32 000 35 000 | |
| 12                      | 1938                    | Slavia Prague (1)            | Ferencváros TC | 2 - 2 2 - 0 | Stade de Strahov, Prague Stade Üllői úti, Budapest                                                                         | 45 000 35 000 | |
| 13                      | 1939                    | Újpest FC (1)                | Ferencváros TC | 4 - 1 2 - 2 | Stade Üllői úti, Budapest Stade de Megyeri út, Budapest                                                                    | 12 000 15 000 | |
| 14                      | 1940                    | -                            | Ferencváros TC FC Rapid Bucarest                                                                                           | Finale non disputée pour cause de Seconde Guerre mondiale                                                                  | Finale non disputée pour cause de Seconde Guerre mondiale                                                                  | Finale non disputée pour cause de Seconde Guerre mondiale                                                                  | Finale non disputée pour cause de Seconde Guerre mondiale                                                                  |
| Coupe Mitropa           |                         |                              | | | | | |
| 15                      | 1951                    | Rapid Vienne (2)             | Wacker Vienne | 3 - 2 | Stade du Prater, Vienne | 9 000 | |
| 16                      | 1955                    | Vörös Lobogó (1)             | UDA Prague | 6 - 0 2 - 1 | Népstadion, Budapest Stade de Strahov, Prague                                                                              | 70 000 50 000 | |
| 17                      | 1956                    | Vasas SC (1)                 | Rapid Vienne | 3 - 3 1 - 1 9 - 2 | Stade du Prater, Vienne Népstadion, Budapest Népstadion, Budapest                                                          | 52 000 100 000 | Match d'appui |
| 18                      | 1957                    | Vasas SC (2)                 | Vojvodina Novi Sad | 4 - 0 1 - 2 | Népstadion, Budapest Stade Karađorđe, Novi Sad                                                                             | | |
| 19                      | 1958                    | Étoile rouge de Belgrade (1) | Rudá Hvězda Cheb | 4 - 1 3 - 2 | Stadion JNA, Belgrade Stadion Za Lužánkami, Brno                                                                           | 22 000 13 000 | |
| 20                      | 1959                    | Budapest Honvéd              | MTK Budapest | 4 - 3 2 - 2 | | | |
| 21                      | 1960                    | Hongrie (6 clubs)            | | | | | |
| 22                      | 1961                    | Bologne FC (3)               | Slovan Nitra | 2 - 2 3 - 0 | | | |
| 23                      | 1962                    | Vasas SC                     | Bologne FC 1909 | 5-1 1-2 | | | |
| 24                      | 1963                    | MTK Budapest                 | Vasas SC | 2-1 1-1 | | | |
| 25                      | 1964                    | Sparta Prague (3)            | Slovan Bratislava | 0-0 2-0 | | | |
| 26                      | 1965                    | Vasas SC                     | ACF Fiorentina | 1-0 | | | |
| 27                      | 1966                    | ACF Fiorentina               | Jednota Trenčin | 1-0 | | | |
| 28                      | 1967                    | Spartak Trnava               | Újpest Dosza | 2-3 3-1 | | | |
| 29                      | 1968                    | Étoile rouge de Belgrade     | Spartak Trnava | 0-1 4-1 | | | |
| 30                      | 1969                    | Inter Bratislava             | Sklo Union Teplice | 4-1 0-0 | | | |
| 31                      | 1970                    | Vasas SC                     | Inter Bratislava | 1-2 4-1 | | | |
| 32                      | 1971                    | NK Celik Zenica              | SV Austria Salzbourg | 3-1 | | | |
| 33                      | 1972                    | NK Celik Zenica              | ACF Fiorentina | 0-0 1-0 | | | |
| 34                      | 1973                    | FC Tatabánya                 | NK Celik Zenica | 2-1 2-1 | | | |
| 35                      | 1974                    | FC Tatabánya                 | ZVL Žilina | 3-2 2-0 | | | |
| 36                      | 1975                    | SWW Innsbruck                | Budapest Honvéd | 3-1 2-1 | | | |
| 37                      | 1976                    | SWW Innsbruck                | Velez Mostar | 3-1 3-1 | | | |
| 38                      | 1977                    | Vojvodina Novi Sad           | Vasas SC | Format de poule | Format de poule | Format de poule | Format de poule |
| 39                      | 1978                    | Partizan Belgrade            | Budapest Honvéd | 1-0 | | | |
| 1979 non disputé        |                         |                              | | | | | |
| 40                      | 1980                    | Udinese Calcio               | NK Celik Zenica | Format de poule | Format de poule | Format de poule | Format de poule |
| 41                      | 1981                    | 1.FC Tatran Prešov           | Csepel SC | Format de poule | Format de poule | Format de poule | Format de poule |
| 42                      | 1982                    | AC Milan                     | MFK Vítkovice | Format de poule | Format de poule | Format de poule | Format de poule |
| 43                      | 1983                    | Vasas SC (7)                 | MŠK Žilina | Format de poule | Format de poule | Format de poule | Format de poule |
| 44                      | 1984                    | SC Eisenstadt                | FC Pristina | Format de poule | Format de poule | Format de poule | Format de poule |
| 45                      | 1985                    | NK Iskra Bugojno             | Atalanta Bergame | Format de poule | Format de poule | Format de poule | Format de poule |
| 46                      | 1986                    | Pise SC                      | Debrecen VSC | 2-0 | | | |
| 48                      | 1987                    | Ascoli Calcio 1898           | Bohemians Prague | 1-0 | | | |
| 49                      | 1988                    | Pise SC                      | Vác Izzo | 3-0 | | | |
| 50                      | 1989                    | FC Baník Ostrava             | Bologne FC | 2-1 2-1 | | | |
| 51                      | 1990                    | AS Bari                      | Genoa CFC | 1-0 | | | |
| 52                      | 1991                    | Torino FC                    | Pise Calcio | 2-1 | | | |
| 53                      | 1992                    | FK Borac Banja Luka          | Budapest VSC | 1-1 (5-3 tab) | | | |

### Supercoupe Mitropa
Une Supercoupe eut lieu en 1989 entre les vainqueurs 1988 et 1989 de la Coupe Mitropa.
| Année | Vainqueur        | Pays | Score     | Pays | Finaliste   |
| 1989  | FC Baník Ostrava |      | 3-0 ; 1-3 |      | Pise Calcio |

### Palmarès par nation
| Rang | Pays            | Victoires | Finales perdues |
| ---- | --------------- | --------- | --------------- |
| 1    | Hongrie         | 15        | 14              |
| 2    | Italie          | 11        | 9               |
| 3    | Tchécoslovaquie | 8         | 15              |
| 4    | Autriche        | 8         | 7               |
| 5    | Yougoslavie     | 8         | 5               |
| 6    | Roumanie        | 0         | 1               |